# Barnardius
Barnadius je ime roda u potporodici ptica Platycercinae. Obuhvaća jednu vrstu s četiri podvrste: Barnardius zonarius semitorquatus, Barnardius zonarius zonarius, Barnardius zonarius macgillivrayi i Barnardius zonarius barnardi. 